# Bahrein ai Giochi della XXXII Olimpiade
Il Bahrein ha partecipato ai Giochi della XXXII Olimpiade, che si sono svolti a Tokyo, Giappone, dal 23 luglio all'8 agosto 2021 (inizialmente previsti dal 24 luglio al 9 agosto 2020 ma posticipati per la pandemia di COVID-19) con una delegazione di 32 atleti impegnati in 5 discipline.

## Medaglie
| Riepilogo quotidiano | Riepilogo quotidiano | Riepilogo quotidiano | Riepilogo quotidiano | Riepilogo quotidiano | Riepilogo quotidiano |
| -------------------- | -------------------- | -------------------- | -------------------- | -------------------- | -------------------- |
| Giorno               | Data                 | Oro                  | Argento              | Bronzo               | Totale               |
| 16º                  | 7                    | 0                    | 1                    | 0                    | 1                    |
| Totale               | Totale               | 0                    | 1                    | 0                    | 1                    |

### Medagliere per disciplina
| Sport            | Oro | Argento | Bronzo | Totale |
| ---------------- | --- | ------- | ------ | ------ |
| Atletica leggera | 0   | 1       | 0      | 1      |
| Totale           | 0   | 1       | 0      | 1      |

### Medaglie di argento
| Medaglia | Nome               | Sport            | Evento                      |
| -------- | ------------------ | ---------------- | --------------------------- |
| Argento  | Kalkidan Gezahegne | Atletica leggera | 10000 metri piani femminili |

## Delegazione
| Sport            | Uomini | Donne | Totale |
| ---------------- | ------ | ----- | ------ |
| Atletica leggera | 9      | 5     | 14     |
| Nuoto            | 1      | 1     | 2      |
| Pallamano        | 14     | 0     | 14     |
| Pugilato         | 1      | 0     | 1      |
| Tiro             | 0      | 1     | 1      |
| Totale           | 25     | 7     | 32     |

## Risultati

### Atletica leggera
Uomini
Eventi su pista e strada
| Atleta               | Evento       | Batteria  | Batteria  | Semifinale      | Semifinale      | Finale          | Finale          |
| Atleta               | Evento       | Risultato | Posizione | Risultato       | Posizione       | Risultato       | Posizione       |
| -------------------- | ------------ | --------- | --------- | --------------- | --------------- | --------------- | --------------- |
| Sadik Mikhou         | 1500 m       | 3'42"87   | 8º        | Non qualificato | Non qualificato | Non qualificato | Non qualificato |
| Birhanu Balew        | 5000 m       | 13'39"42  | 5º Q      | N.D.            | N.D.            | 13'03"20        | 6º              |
| Dawit Fikadu         | 5000 m       | 13'44"03  | 13º q     | N.D.            | N.D.            | 13'20"24        | 15º             |
| John Kibet Koech     | 3000 m siepi | DNF       | DNF       | N.D.            | N.D.            | Non qualificato | Non qualificato |
| Alemu Bekele         | Maratona     | N.D.      | N.D.      | N.D.            | N.D.            | DNF             | DNF             |
| El-Hassan El-Abbassi | Maratona     | N.D.      | N.D.      | N.D.            | N.D.            | 2h15'56"        | 25º             |
| Shumi Dechasa        | Maratona     | N.D.      | N.D.      | N.D.            | N.D.            | DNF             | DNF             |

Eventi su campo
| Atleta              | Evento         | Qualificazione | Qualificazione | Finale          | Finale          |
| Atleta              | Evento         | Risultato      | Posizione      | Risultato       | Posizione       |
| ------------------- | -------------- | -------------- | -------------- | --------------- | --------------- |
| Abdelrahman Mahmoud | Getto del peso | 20,14 m        | 22º            | Non qualificato | Non qualificato |

Donne
Eventi su pista e strada
| Atleta              | Evento         | Batteria  | Batteria  | Semifinale      | Semifinale      | Finale          | Finale          |
| Atleta              | Evento         | Risultato | Posizione | Risultato       | Posizione       | Risultato       | Posizione       |
| ------------------- | -------------- | --------- | --------- | --------------- | --------------- | --------------- | --------------- |
| Kalkidan Gezahegne  | 10000 m        | N.D.      | N.D.      | N.D.            | N.D.            | 29'56"18        |                 |
| Aminat Yusuf Jamal  | 400 m ostacoli | 55"90     | 7ª        | Non qualificata | Non qualificata | Non qualificata | Non qualificata |
| Winfred Mutile Yavi | 3000 m siepi   | 9'10"80   | 1ª Q      | N.D.            | N.D.            | 9'19"74         | 10ª             |
| Eunice Chumba       | Maratona       | N.D.      | N.D.      | N.D.            | N.D.            | 2h29'36"        | 7ª              |
| Tejitu Daba         | Maratona       | N.D.      | N.D.      | N.D.            | N.D.            | DNF             | DNF             |

### Nuoto
| Atleta              | Evento                      | Batterie | Batterie  | Semifinali      | Semifinali      | Finale          | Finale          |
| Atleta              | Evento                      | Tempo    | Posizione | Tempo           | Posizione       | Tempo           | Posizione       |
| ------------------- | --------------------------- | -------- | --------- | --------------- | --------------- | --------------- | --------------- |
| Abdulla Ahmed       | 100 m farfalla maschili     | DSQ      | DSQ       | Non qualificata | Non qualificata | Non qualificata | Non qualificata |
| Noor Yussuf Abdulla | 50 m stile libero femminili | 28"87    | 60ª       | Non qualificata | Non qualificata | Non qualificata | Non qualificata |

### Pallamano
| Squadra            | Torneo   | Girone               | Girone               | Girone               | Girone               | Girone               | Girone | Quarti               | Semifinali           | Finale               | Pos.            |
| Squadra            | Torneo   | Avversario Punteggio | Avversario Punteggio | Avversario Punteggio | Avversario Punteggio | Avversario Punteggio | Pos.   | Avversario Punteggio | Avversario Punteggio | Avversario Punteggio | Pos.            |
| ------------------ | -------- | -------------------- | -------------------- | -------------------- | -------------------- | -------------------- | ------ | -------------------- | -------------------- | -------------------- | --------------- |
| Nazionale maschile | Maschile | Svezia P 31–32       | Portogallo P 25–26   | Danimarca P 21–31    | Giappone V 32–30     | Egitto P 20–30       | 4ª     | Francia P 28–42      | Non qualificata      | Non qualificata      | Non qualificata |

### Pugilato
| Atleta        | Evento                     | 16-esimi             | Ottavi               | Quarti               | Semifinali           | Finale               | Pos.            |
| Atleta        | Evento                     | Avversario Punteggio | Avversario Punteggio | Avversario Punteggio | Avversario Punteggio | Avversario Punteggio | Pos.            |
| ------------- | -------------------------- | -------------------- | -------------------- | -------------------- | -------------------- | -------------------- | --------------- |
| Danis Latypov | Pesi supermassimi maschile | Bye                  | Abdullayev P 1–3     | Non qualificato      | Non qualificato      | Non qualificato      | Non qualificato |

### Tiro a segno/volo
| Atleta         | Evento          | Qualificazione | Qualificazione | Finale          | Finale          |
| Atleta         | Evento          | Punteggio      | Classifica     | Punteggio       | Classifica      |
| -------------- | --------------- | -------------- | -------------- | --------------- | --------------- |
| Maryam Hassani | Skeet femminile | 112            | 24ª            | Non qualificata | Non qualificata |